# Melissodes tintinnans
Melissodes tintinnans là một loài Hymenoptera trong họ Apidae. Loài này được Holmberg mô tả khoa học năm 1884.